# Autoimuna bolest
Autoimuna bolest je bolest uzrokovana autoimunoreakcijom, tj. pretjeranim odgovorom imunološkoga sustava na tvari, organizme i tkiva normalno prisutne u tijelu. Razlikuju se organospecifične, u kojima je autoimuni odgovor usmjeren najčešće na jedan organ, i multisistemske, u kojima je zahvaćeno više organa ili cijeli organski sustav.
Danas postoji preko 40 ljudskih bolesti klasificiranih kao sigurno ili vjerojatno autoimunoga podrijetla i od njih zajedno boluje oko 5-7% svjetske populacije.[nedostaje izvor] Gotovo sve autoimune bolesti pojavljuju se bez upozorenja i jasnih uzroka.
Uzroci nastanka autoimunih bolesti još uvijek su nejasni. Neki stručnjaci smatraju da većina takvih bolesti predstavlja tzv. „bolesti obilja”, odnosno bolesti uzrokovane tehnološkim i kulturnim napretkom i odmicanjem čovjeka od njegova prirodna okoliša. Tako je npr. potvrđena povezanost artritisa i pretilosti, a Svjetska zdravstvena organizacija navodi da je broj pacijenata oboljelih od artritisa najveći u razvijenim zemljama.[nedostaje izvor] Većina autoimunih bolesti vjerojatno je rezultat kombinacije uzroka kao što su npr. genetička predispozicija potaknuta infekcijom.
Prema nekim istraživanjima žene su sklonije bolovanju od autoimunih bolesti (skoro 79% svih pacijenata u SAD-u su žene).[nedostaje izvor] Također, primijećeno je da se većina pacijenata s autoimunim bolestima prvi puta susreće za vrijeme ili neposredno nakon puberteta. Nije poznato zašto, no smatra se da razine određenih hormona mogu utjecati na jačinu simptoma kod bolesti poput multiple skleroze.
Neke od češćih bolesti s utvrđenim autoimunim podrijetlom su:
- multipla skleroza
- Crohnova bolest
- diabetes mellitus
- psorijaza
- reumatoidni artritis
- hipotireoidizam (Hashimotova bolest)
- sustavni eritematozni lupus
- skleroderma